# Ryszard Deszcz
Ryszard Deszcz – polski matematyk – dr hab. nauk matematycznych, profesor Katedry Matematyki Wydziału Inżynierii Kształtowania Środowiska i Geodezji Uniwersytetu Przyrodniczego we Wrocławiu.

## Życiorys
Obronił pracę doktorską, 27 marca 1995 habilitował się na podstawie pracy zatytułowanej 'On pseudosymetric spaces'. (O przestrzeniach pseudo-symetrycznych). Objął funkcję profesora i kierownika w Katedrze Matematyki na Wydziale Inżynierii Kształtowania Środowiska i Geodezji Akademii Rolniczej we Wrocławiu.
Piastuje stanowisko profesora Katedry Matematyki Wydziału Inżynierii Kształtowania Środowiska i Geodezji Uniwersytetu Przyrodniczego we Wrocławiu.